# 布雷根茨附近朗根
布雷根茨附近朗根是奥地利福拉尔贝格州布雷根茨县的一个市镇。总面积21.88平方公里，总人口1326人，人口密度60.6人/平方公里（2005年）。

## 景点
- 塞巴斯蒂安教堂